# 北上真一
北上 真一（きたがみ しんいち、1957年10月 - ）は、日本の実業家、観光学者（観光ビジネス）。学位は修士（経営学）（慶應義塾大学）。静岡県立大学経営情報学部特任教授・大学院経営情報イノベーション研究科特任教授。
株式会社日本交通公社にて勤務し、株式会社i.JTB社長（初代）、株式会社ジェイティービー情報システム副社長、株式会社JTBビジネスイノベーターズ常務などを歴任した。

## 概要
日本の実業家であり、同時に観光ビジネスを専攻する観光学者である。日本交通公社での勤務を経て、i.JTBの社長やジェイティービー情報システムの副社長などを務めた。また、静岡県立大学などで教鞭を執った。

## 来歴

### 生い立ち
1957年（昭和32年）10月に生まれた。慶應義塾が設置・運営する慶應義塾大学に進学し、経済学部にて学んだ。1981年（昭和56年）3月、慶應義塾大学を卒業した。それに伴い、経済学士の称号を取得した。

### 実業家として
株式会社である日本交通公社に採用され、1981年（昭和56年）4月に入社した。同社は、同名の財団法人である日本交通公社の営業部門を分離して株式会社化された企業である。社内公募による企業派遣により慶應義塾大学の大学院に進学し、経営管理研究科にて学んでいた。1992年（平成4年）3月、大学院における修士課程を修了した。それに伴い、修士（経営学）の学位を取得した。また、経営管理研究科の同期生と結婚した。復職後は新しい事業やサービス、業態の開発を手掛け、1994年（平成6年）よりウェブサイトやeコマースといった事業の起ち上げに参画する。
2001年（平成13年）1月1日、株式会社としての日本交通公社はジェイティービーに改組されたが、引き続き同社を中心とするグループに勤務した。ジェイティービーの会社分割によりi.JTBが設立されると、i.JTBにて代表権を持つ取締役として名を連ね、2006年（平成14年）4月に初代社長に就任した。さらにグループのIT業務を担うジェイティービー情報システムでは取締役の一人として名を連ね、2008年（平成20年）10月に副社長に就任した。グループの事業開発業務を担うJTBビジネスイノベーターズにおいても、2011年（平成23年）2月より代表権を持つ取締役として常務に就任した。

### 観光学者として
実業家として活動する傍ら、教育・研究機関の役職も兼任していた。JTBグループでの活動と並行し、五島育英会が設置・運営する東京都市大学において2011年（平成23年）4月より都市生活学部にて講師を非常勤で兼任していた。
その後、JTBグループを離れてからは、観光学者としての学究活動に軸足を移した。県と同名の公立大学法人により設置・運営される静岡県立大学に採用され、2018年（平成30年）4月に経営情報学部の特任教授に就任した。経営情報学部においては、主として経営情報学科の講義を担当した。また、大学院においては経営情報イノベーション研究科の特任教授を兼務していた。経営情報イノベーション研究科においては、主として経営情報イノベーション専攻の講義を担当した。2023年（令和5年）3月に特任教授を退いた。

## 研究
専門は観光学であり、特に観光ビジネスに関する分野の研究に従事した。ホテル業や航空業をはじめとするホスピタリティ産業におけるレベニューマネジメントについて研究していた。具体的にはイールドマネジメントやプロパティマネジメントについて研究していた。また、経済性分析や投資計画と資金の時間的価値についても研究していた。また、2015年（平成27年）9月11日には旅行販売システムおよび旅行販売方法の特許を取得している。
学術団体としては、経営情報学会、経営管理学会、などに所属していた。そのほか、アドバンスド・ビジネス創造協会においてはNew Businessアカデミーの議長に就任した。熱海市観光戦略委員会においては、観光財源に関する検討部会にて部会長を務めていた。

## 略歴
- 1957年 - 誕生[4]。
- 1981年 - 慶應義塾大学経済学部卒業[5]。
- 1981年 - 日本交通公社入社[3]。
- 1992年 - 慶應義塾大学大学院経営管理研究科修士課程修了[5]。
- 2006年 - i.JTB社長[3]。
- 2008年 - ジェイティービー情報システム副社長[3]。
- 2011年 - JTBビジネスイノベーターズ常務[3]。
- 2011年 - 東京都市大学都市生活学部講師[3]。
- 2018年 - 静岡県立大学経営情報学部特任教授[3]。
- 2018年 - 静岡県立大学大学院経営情報イノベーション研究科特任教授[3]。

### 註釈
1. ↑  慶應義塾大学経済学部は、経済学士の称号を授与していた[6]。
2. ↑  経済学士の称号は、1991年7月1日以降の学士（経済学）の学位に相当する。
3. ↑  株式会社日本交通公社は、2001年に株式会社ジェイティービーに改組された[7]。
4. ↑  財団法人日本交通公社は、2012年に公益財団法人日本交通公社に改組された[9]。
5. ↑  慶應義塾大学大学院経営管理研究科は、修士（経営学）の学位を授与していた[10]。
6. ↑  株式会社ジェイティービーは、2018年に株式会社JTBに改組された[7]。
7. ↑  株式会社i.JTBは、2018年に株式会社JTBに吸収合併された。
8. ↑  株式会社ジェイティービー情報システムは、2009年に株式会社JTB情報システムに改組された[12]。